# Андрей Миронов
Андрей Александрович Миронов е съветски филмов и театрален актьор.
Миронов е сред най-популярните руски актьори от времето на съветската кинематография. Изпълнява главни роли в превърналите се в класики на съветското кино филми като: „Диамантената ръка“ (1968), „Пази се от автомобила“ (1966) и „Невероятните приключения на италианците в Русия“ (1974). На телевизионния екран блести като самия Остап Бендер в четирисерийната продукция „Дванадесетте стола“ по едноименния роман на Илф и Петров. Изявява се успешно и като естраден певец. Носител е на званието народен артист на РСФСР.

## Биография и кариера
Андрей Миронов е роден като Андрей Александрович Мена̀кер в Москва. Баща му Александър Мена̀кер и майка му Мария Владимировна Миронова са известни попизпълнители и комедийно дуо. Андрей има доведен брат по баща – Кирил Александрович Ласкари, който е балетмайстор и литератор.
През 1948 г. Андрей Мена̀кер постъпва в първи клас на 170-а мъжка гимназия в Москва. Две години по-късно родителите му сменят фамилията на сина си на Миронов. През 1955 г. се състои дебютът му на училищната театрална сцена. Андрей играе ролята на Фон Крауз в спектакъла „Руски хора“ по Константин Симонов. След като завършва гимназия през 1958 г., Миронов постъпва в театралното училище „Б. В. Щукин“.
На 19 март 1962 г. се състои премиерата на дебютния филм на Миронов – „А если это любовь?“ на режисьора Юлий Райзман. Същата година Андрей се дипломира с отличие в театралното училище и веднага е приет в трупата на „Московския сатиричен театър“, където работи в продължение на 25 години. Умира от кръвоизлив в мозъка.

## Избрана филмография
| Година | Заглавие на български                             | Оригинално заглавие                         | Роля                   | Режисьор             | Бележки |
| ------ | ------------------------------------------------- | ------------------------------------------- | ---------------------- | -------------------- | ------- |
| 1962   | „Три плюс две“                                    | Три плюс два                                | Роман Любешкин         | номинация за „Оскар“ |         |
| 1966   | „Пази се от автомобила“                           | Берегись автомобиля                         | Дима Семицветов        |                      |         |
| 1968   | „Диамантената ръка“                               | Бриллиантовая рука                          | Геннадий Козодоев      |                      |         |
| 1971   | „Старци-разбойници“                               | Старики́–разбо́йники                          | Юрий Проскудин         |                      |         |
| 1971   | „Собственост на Републиката“                      | Достояние республики                        | Шиловский (Маркиз)     |                      |         |
| 1974   | „Невероятните приключения на италианците в Русия“ | Невероятные Приключения Итальянцев в России | Андрей Васильев        |                      |         |
| 1974   | „Сламената шапка“                                 | Соломенная шляпка                           | Леонидас Фадинар       |                      |         |
| 1976   | „Дванадесетте стола“                              | 12 стульев                                  | Остап Бендер           | телевизионен         |         |
| 1978   | „Обикновено чудо“                                 | Обыкновенное чудо                           | министър администратор |                      |         |
| 1981   | „Бъди мой съпруг“                                 | Будьте моим мужем                           | Виктор педиатър        |                      |         |
| 1987   | „Човек от булеварда на Капуцините“                | Человек с бульвара Капуцинов                | Джони Фърст            |                      |         |